# Interfax
Interfax (ryska: Интерфакс) är en rysk Moskva-baserad nyhetsbyrå, som har ungefär 1500 reportrar och journalister runt om i världen. Byrån koncentrerar sig på att rapportera om nyhetshändelser som rör Europa och Asien och har filialer i London, New York, Frankfurt, Hongkong, Shanghai, Peking, Denver, Moskva, Warszawa, Budapest, Prag, Kiev, Minsk och Almaty.